# 神奈川県立真鶴半島自然公園
神奈川県立真鶴半島自然公園（かながわけんりつまなづるはんとうしぜんこうえん）は、神奈川県足柄下郡真鶴町・真鶴半島にある県立自然公園。神奈川県箱根出張所が4路線の遊歩道と駐車場を管理しており、草刈、階段・木柵・指導標等の整備、維持管理をしている。広さは約138ヘクタール。

## 主な施設
- お林遊歩道
- 森林浴遊歩道
- 番場浦遊歩道
- 潮騒遊歩道
- 駐車場

## 関連施設
- 真鶴岬（三ツ石、三ツ石海岸、三つ岩）
  - JR真鶴駅からケープ真鶴行きバスで終着下車20分もしくはタクシー10分、または徒歩60分。初日の出を見る絶景地点。満潮時は海岸より先に三つの岩が突き出ている島だが干潮になると地続きとなり三ツ石まで歩く事ができる。陸から向かって左の大岩には頂上付近に小さな社があり、左右の大岩はしめなわで結ばれている。陸上生物はアリが生息している。また、遊歩道口には、幕末小田原藩の砲台跡がある。
- ケープ真鶴（旧、真鶴ケープパレス）
  - 映画『昼顔』のロケ地としても使用された。
- 中川一政美術館